# Миш, Том
Том Миш (при рождении То́мас Миш; англ. Tom Misch, 25 июня 1995 года, Лондон, Великобритания) — британский певец, продюсер и диджей.

## Биография
Лондонский композитор Том (Томас) Миш сочетает в своих работах ритмы хип-хопа с мягким вокалом и высоким мастерством джазовой гитары.
Вырос в семье художницы Кэрол Миш и психиатра Питера Миша. Его интерес к творчеству пробудился в 5 лет после того, как родители сводили его на несколько концертов классической музыки, и он начал учиться играть на скрипке с помощью метода Судзуки. В 9 лет Том начал играть на гитаре, к одиннадцати стал создавать свои собственные композиции. Проведя большую часть своего детства и юности в прослушивании  рок-музыки, он открыл для себя хип-хоп в шестом классе благодаря другу своей сестры и был особенно вдохновлен работами J Dilla. 
В 2012 году Миш начал публиковать треки в сети. В 2014 году он выпустил альбом инструментальных пьес «Beat Tape 1». В том же году он выпустил мини-альбом «Out to Sea», где спел дуэтом с лондонской певицей Carmody. В 2015 вышел его второй студийный альбом «Beat Tape 2», на этот раз с вокальными партиями и в сотрудничестве с такими певцами, как Loyle Carner, Carmody, Zak Abel, Jordan Rakei. На мини-альбоме 2016 года «Reverie» Миш смешал различные аспекты своей музыки с непринужденной R&B-тонированной поп-музыкой. 2017 год ознаменовался для музыканта выходом успешного сингла «South of the River» и EP «5 Day Mischon» — экспериментальной работы, где пять треков были созданы за пять дней. 
Альбом «Geography», выпущенный в апреле 2018 года, был хорошо воспринят его постоянно растущей фанатской базой. Этот альбом вошёл в топ-10 чарта UK Albums Chart. Важный вклад в создание альбома внесли приглашённые хип-хоп музыканты — GoldLink, Poppy Ajudha, Loyle Carner и De La Soul. За выпуском альбома последовал большой тур по городам США, Азии и Европы.
Помимо выпуска своих композиций, Том Миш создал ремиксы треков таких исполнителей, как Lianne La Havas, Mos Def и Busta Rhymes, а также играл на гитаре в песне «Me & You» британского дуэта электронной музыки HONNE.

## Дискография

### Студийные альбомы
- Beat Tape 1 (2014)
- Beat Tape 2 (2015)
- Geography (2018)
- What Kinda Music (2020)
- Quarantine Sessions (2021)

### Мини-альбомы (EP)
- Out to Sea (2014)
- Reverie (2016)
- 5 Day Mischon (2017)

### Синглы
- South of the River
- Nightgowns
- Wander with Me
- Wake Up This Day
- Sunshine